# Mobil und sicher
Die Zeitschrift mobil und sicher – Das Verkehrswachtmagazin ist das Magazin der Deutschen Verkehrswacht e. V. (DVW) sowie der über 600 Ortsvereine in 16 Landesverkehrswachten. „mobil und sicher“ erscheint zweimonatlich als Printversion sowie App.

## Geschichte
Seit 1929 hat die Deutsche Verkehrswacht e. V. eine Verbandszeitschrift. Die „Verkehrswarte“ erschien monatlich bis Dezember 1940. „Die Landesverkehrswacht“ wurde dann ab September 1953 monatlich herausgegeben, ab 1956 im Juni/Juli sowie im November/Dezember als Doppelheft. „Deutsche Verkehrswacht – Zeitschrift für Sicherheit im Straßenverkehr“ hieß schließlich die Verkehrswacht-Zeitschrift 1957, sie erschien im Zwei-Monats-Rhythmus. Der Titel der Verkehrswacht-Zeitschrift ab 1978 lautete „Verkehrswacht praxis“. „sicher unterwegs“ erschien ab 1986.
mobil und sicher – Das Verkehrswachtmagazin wurde 1994 gegründet und erscheint seitdem bei der Verlag Max Schmidt-Römhild GmbH & Co. KG in Lübeck. Die erste Ausgabe erschien am 1. August 1994 mit neuem Titel und Layout. Das Titelbild der ersten Ausgabe zeigte zwei junge Frauen und zwei junge Männer in einem gelben VW-Käfer-Cabrio. Zum 70. Jubiläum der Deutschen Verkehrswacht mit Ausgabe 6/1994 fand das Logo der Fernsehinformationssendung „Der 7. Sinn“ auf dem Titel Platz und der Seitenumfang wurde erhöht. Im Jahr 2024 feiert die Verkehrswacht ihr 100-jähriges Jubiläum mit ihrer Verbandszeitschrift an der Seite; eine Jahrhundertausgabe ist in Planung. Im Jubiläumsjahr – 30 Jahre „mobil und sicher“, 25. „mobil und sicher“-Preis und 100 Jahre Verkehrswacht – wurde das Layout der Zeitschrift aufgefrischt. 
Chefredakteurin der Zeitschrift ist seit 1994 Rita Bourauel.
Jährlich werden seit dem Jahr 2000 Verkehrswachten mit dem „mobil und sicher“-Preis ausgezeichnet. Gesucht werden Verkehrswachten, die im Laufe des jeweiligen Wettbewerbsjahres mit einer attraktiven, originellen Verkehrssicherheitsaktion das Interesse der Bürger auf sich gezogen haben und in der Öffentlichkeit großen Anklang fanden. Der Preis wird jeweils in Gold, Silber und Bronze vergeben. Stifter der Preise ist der Verlag Max Schmidt-Römhild.

## Profil
Die 36-seitige Fachzeitschrift informiert über Themen in den Bereichen Verkehrssicherheit, Verkehrserziehung, Verkehrspsychologie, Verkehrspolitik, Verkehrstechnik, Verkehrsrecht, Unfallforschung, Mobilität, Verkehrswachtarbeit, Verkehr und Umwelt. In jeder Ausgabe gibt es zwei Titelgeschichten, ein Interview, Führerscheinfragen, Übungen für mentales Training der Gesellschaft für Gehirntraining sowie Tipps für mehr Verkehrssicherheit. Des Weiteren wird über die regionalen Aktivitäten der Landesverkehrswachten und örtlichen Verkehrswachten berichtet. Die Landesverkehrswacht Nordrhein-Westfalen erstellt sechsmal im Jahr eine Beilage mit dem Titel „Verkehrswacht aktuell“ über Aktivitäten der 64 Verkehrswachten in Nordrhein-Westfalen sowie der Landesverkehrswacht Nordrhein-Westfalen, die den „mobil und sicher“-Abonnierenden in Nordrhein-Westfalen beigefügt wird. Die Verkehrswacht-Zeitschrift kann über ein Abonnement bezogen werden; sie erhält keine Fördermittel, finanziert sich durch Verkaufserlöse sowie Werbeeinnahmen.